# کارکس فائکفالا
کارکس فائکفالا (نام علمی: Carex phaeocephala) نام یک گونه از سرده جگن است.